# El Común
El Común är en ort i Mexiko.   Den ligger i kommunen Villa Sola de Vega och delstaten Oaxaca, i den sydöstra delen av landet, 400 km sydost om huvudstaden Mexico City. El Común ligger 1 459 meter över havet och antalet invånare är 226.
Terrängen runt El Común är kuperad åt sydväst, men åt nordost är den bergig. El Común ligger nere i en dal som går i sydvästlig-nordostlig riktning. Runt El Común är det ganska glesbefolkat, med 29 invånare per kvadratkilometer. Närmaste större samhälle är San Vicente Coatlán, 12,0 km sydost om El Común. I omgivningarna runt El Común växer huvudsakligen savannskog.